# Woiwodschaft Wałbrzych
Die Woiwodschaft Wałbrzych war in den Jahren 1975 bis 1998 eine polnische Verwaltungseinheit. Sie war eine von 49 Woiwodschaften, durch Aufteilung der Woiwodschaft Breslau entstanden und hatte eine Fläche von 4168 km². Im Zuge einer Gebietsreform ging sie 1998 mit 733 000 Einwohnern in der heutigen Woiwodschaft Niederschlesien auf. Hauptstadt war das namensgebende Wałbrzych (Waldenburg).
Bedeutende Städte waren (Einwohnerzahlen von 1995):
- Wałbrzych (139.600)
- Świdnica (64.800)
- Dzierzoniow (38.300)
- Bielawa (34.600)
- Kłodzko (30.900)